# Campionato italiano di calcio a 5
Il campionato italiano di calcio a 5 è un insieme di tornei nazionali e regionali istituiti dalla Divisione Calcio a 5, organismo della Federazione Italiana Giuoco Calcio deputato all'organizzazione e alla gestione della disciplina in Italia.  I campionati sono suddivisi e organizzati in 6 livelli tutti di carattere dilettantistico; i primi 3 sono sotto l'egida diretta della Lega Nazionale Dilettanti mentre i rimanenti sono demandati ai diciannove comitati regionali. A partire dalla stagione 2023-2024 i livelli diverranno 7 in seguito alla frazione dell'A2 in A2 Élite e A2.
I campionati sono articolati in un girone all'italiana a doppio turno (stagione regolare), in cui le squadre si affrontano due volte a campi invertiti. Il punteggio in classifica è così assegnato: 3 punti per la vittoria, nessun punto per la sconfitta, 1 punto a testa per il pareggio. Al termine di questa segue una fase di spareggi che a seconda della categoria può determinare la squadra campione d'Italia (Serie A) o quella promossa nella categoria superiore (play-off); la retrocessione nella categoria inferiore (play-out). Le modalità di svolgimento variano tra le diverse categorie. L'organo che gestisce i campionati nazionali di calcio a 5 si occupa anche dell'organizzazione della Coppa Italia, un torneo ad eliminazione diretta che dalla stagione 1999-2000 si è frazionato in Coppa Italia, Coppa Italia di Serie A2 e Coppa Italia di Serie B. Tutte e tre le competizioni hanno una fase finale in unica sede che comprende otto formazioni (final eight).

## Attuale sistema
| Livello | Livello | Serie                              | Serie                              | Serie                              | Serie                              | Serie                              | Serie                              | Serie                              | Serie                              | Serie                              | Serie                              | Serie                              | Serie                              | Serie                              | Serie                              | Serie                              | Serie                              | Serie                              | Serie                              | Serie                              | Serie                              | Serie                              | Serie                              | Serie                              | Serie                              |
| ------- | ------- | ---------------------------------- | ---------------------------------- | ---------------------------------- | ---------------------------------- | ---------------------------------- | ---------------------------------- | ---------------------------------- | ---------------------------------- | ---------------------------------- | ---------------------------------- | ---------------------------------- | ---------------------------------- | ---------------------------------- | ---------------------------------- | ---------------------------------- | ---------------------------------- | ---------------------------------- | ---------------------------------- | ---------------------------------- | ---------------------------------- | ---------------------------------- | ---------------------------------- | ---------------------------------- | ---------------------------------- |
| 1       | 1       | LND Serie A 16 squadre             | LND Serie A 16 squadre             | LND Serie A 16 squadre             | LND Serie A 16 squadre             | LND Serie A 16 squadre             | LND Serie A 16 squadre             | LND Serie A 16 squadre             | LND Serie A 16 squadre             | LND Serie A 16 squadre             | LND Serie A 16 squadre             | LND Serie A 16 squadre             | LND Serie A 16 squadre             | LND Serie A 16 squadre             | LND Serie A 16 squadre             | LND Serie A 16 squadre             | LND Serie A 16 squadre             | LND Serie A 16 squadre             | LND Serie A 16 squadre             | LND Serie A 16 squadre             | LND Serie A 16 squadre             | LND Serie A 16 squadre             | LND Serie A 16 squadre             | LND Serie A 16 squadre             | LND Serie A 16 squadre             |
| 2       | 2       | LND Serie A2 Girone A 16 squadre   | LND Serie A2 Girone A 16 squadre   | LND Serie A2 Girone A 16 squadre   | LND Serie A2 Girone A 16 squadre   | LND Serie A2 Girone A 16 squadre   | LND Serie A2 Girone A 16 squadre   | LND Serie A2 Girone A 16 squadre   | LND Serie A2 Girone A 16 squadre   | LND Serie A2 Girone B 16 squadre   | LND Serie A2 Girone B 16 squadre   | LND Serie A2 Girone B 16 squadre   | LND Serie A2 Girone B 16 squadre   | LND Serie A2 Girone B 16 squadre   | LND Serie A2 Girone B 16 squadre   | LND Serie A2 Girone B 16 squadre   | LND Serie A2 Girone B 16 squadre   | LND Serie A2 Girone C 16 squadre   | LND Serie A2 Girone C 16 squadre   | LND Serie A2 Girone C 16 squadre   | LND Serie A2 Girone C 16 squadre   | LND Serie A2 Girone C 16 squadre   | LND Serie A2 Girone C 16 squadre   | LND Serie A2 Girone C 16 squadre   | LND Serie A2 Girone C 16 squadre   |
| 3       | 3       | LND Serie B Girone A 13 squadre    | LND Serie B Girone A 13 squadre    | LND Serie B Girone A 13 squadre    | LND Serie B Girone B 13 squadre    | LND Serie B Girone B 13 squadre    | LND Serie B Girone B 13 squadre    | LND Serie B Girone C 14 squadre    | LND Serie B Girone C 14 squadre    | LND Serie B Girone C 14 squadre    | LND Serie B Girone D 13 squadre    | LND Serie B Girone D 13 squadre    | LND Serie B Girone D 13 squadre    | LND Serie B Girone E 14 squadre    | LND Serie B Girone E 14 squadre    | LND Serie B Girone E 14 squadre    | LND Serie B Girone F 13 squadre    | LND Serie B Girone F 13 squadre    | LND Serie B Girone F 13 squadre    | LND Serie B Girone G 13 squadre    | LND Serie B Girone G 13 squadre    | LND Serie B Girone G 13 squadre    | LND Serie B Girone H 13 squadre    | LND Serie B Girone H 13 squadre    | LND Serie B Girone H 13 squadre    |
| 4       | 4       | Serie C1 (21 gironi regionali)     | Serie C1 (21 gironi regionali)     | Serie C1 (21 gironi regionali)     | Serie C1 (21 gironi regionali)     | Serie C1 (21 gironi regionali)     | Serie C1 (21 gironi regionali)     | Serie C1 (21 gironi regionali)     | Serie C1 (21 gironi regionali)     | Serie C1 (21 gironi regionali)     | Serie C1 (21 gironi regionali)     | Serie C1 (21 gironi regionali)     | Serie C1 (21 gironi regionali)     | Serie C1 (21 gironi regionali)     | Serie C1 (21 gironi regionali)     | Serie C1 (21 gironi regionali)     | Serie C1 (21 gironi regionali)     | Serie C1 (21 gironi regionali)     | Serie C1 (21 gironi regionali)     | Serie C1 (21 gironi regionali)     | Serie C1 (21 gironi regionali)     | Serie C1 (21 gironi regionali)     | Serie C1 (21 gironi regionali)     | Serie C1 (21 gironi regionali)     | Serie C1 (21 gironi regionali)     |
| 5       | 5       | Serie C2 (molti gironi regionali)  | Serie C2 (molti gironi regionali)  | Serie C2 (molti gironi regionali)  | Serie C2 (molti gironi regionali)  | Serie C2 (molti gironi regionali)  | Serie C2 (molti gironi regionali)  | Serie C2 (molti gironi regionali)  | Serie C2 (molti gironi regionali)  | Serie C2 (molti gironi regionali)  | Serie C2 (molti gironi regionali)  | Serie C2 (molti gironi regionali)  | Serie C2 (molti gironi regionali)  | Serie C2 (molti gironi regionali)  | Serie C2 (molti gironi regionali)  | Serie C2 (molti gironi regionali)  | Serie C2 (molti gironi regionali)  | Serie C2 (molti gironi regionali)  | Serie C2 (molti gironi regionali)  | Serie C2 (molti gironi regionali)  | Serie C2 (molti gironi regionali)  | Serie C2 (molti gironi regionali)  | Serie C2 (molti gironi regionali)  | Serie C2 (molti gironi regionali)  | Serie C2 (molti gironi regionali)  |
| 6       | 6       | Serie D (molti gironi provinciali) | Serie D (molti gironi provinciali) | Serie D (molti gironi provinciali) | Serie D (molti gironi provinciali) | Serie D (molti gironi provinciali) | Serie D (molti gironi provinciali) | Serie D (molti gironi provinciali) | Serie D (molti gironi provinciali) | Serie D (molti gironi provinciali) | Serie D (molti gironi provinciali) | Serie D (molti gironi provinciali) | Serie D (molti gironi provinciali) | Serie D (molti gironi provinciali) | Serie D (molti gironi provinciali) | Serie D (molti gironi provinciali) | Serie D (molti gironi provinciali) | Serie D (molti gironi provinciali) | Serie D (molti gironi provinciali) | Serie D (molti gironi provinciali) | Serie D (molti gironi provinciali) | Serie D (molti gironi provinciali) | Serie D (molti gironi provinciali) | Serie D (molti gironi provinciali) | Serie D (molti gironi provinciali) |

### Sistema in vigore dal 2023-2024
| 1 | 1 | LND Serie A 16 squadre                 | LND Serie A 16 squadre                 | LND Serie A 16 squadre                 | LND Serie A 16 squadre                 | LND Serie A 16 squadre                 | LND Serie A 16 squadre                 | LND Serie A 16 squadre                 | LND Serie A 16 squadre                 |                                    |                                    |                                    |                                    |                                    |                                    |                                    |                                    |                                    |                                    |                                    |                                    |                                    |                                    |                                    |                                    |
| 2 | 2 | LND Serie A2 Élite Girone A 14 squadre | LND Serie A2 Élite Girone A 14 squadre | LND Serie A2 Élite Girone A 14 squadre | LND Serie A2 Élite Girone A 14 squadre | LND Serie A2 Élite Girone B 14 squadre | LND Serie A2 Élite Girone B 14 squadre | LND Serie A2 Élite Girone B 14 squadre | LND Serie A2 Élite Girone B 14 squadre |                                    |                                    |                                    |                                    |                                    |                                    |                                    |                                    |                                    |                                    |                                    |                                    |                                    |                                    |                                    |                                    |
| 3 | 3 | LND Serie A2 Girone A 12 squadre       | LND Serie A2 Girone A 12 squadre       | LND Serie A2 Girone B 12 squadre       | LND Serie A2 Girone B 12 squadre       | LND Serie A2 Girone C 12 squadre       | LND Serie A2 Girone C 12 squadre       | LND Serie A2 Girone D 12 squadre       | LND Serie A2 Girone D 12 squadre       |                                    |                                    |                                    |                                    |                                    |                                    |                                    |                                    |                                    |                                    |                                    |                                    |                                    |                                    |                                    |                                    |
| 4 | 4 | LND Serie B Girone A 12 squadre        | LND Serie B Girone B 12 squadre        | LND Serie B Girone C 12 squadre        | LND Serie B Girone D 12 squadre        | LND Serie B Girone E 12 squadre        | LND Serie B Girone F 12 squadre        | LND Serie B Girone G 12 squadre        | LND Serie B Girone H 12 squadre        |                                    |                                    |                                    |                                    |                                    |                                    |                                    |                                    |                                    |                                    |                                    |                                    |                                    |                                    |                                    |                                    |
| 5 | 5 | Serie C1 (21 gironi regionali)         | Serie C1 (21 gironi regionali)         | Serie C1 (21 gironi regionali)         | Serie C1 (21 gironi regionali)         | Serie C1 (21 gironi regionali)         | Serie C1 (21 gironi regionali)         | Serie C1 (21 gironi regionali)         | Serie C1 (21 gironi regionali)         | Serie C1 (21 gironi regionali)     | Serie C1 (21 gironi regionali)     | Serie C1 (21 gironi regionali)     | Serie C1 (21 gironi regionali)     | Serie C1 (21 gironi regionali)     | Serie C1 (21 gironi regionali)     | Serie C1 (21 gironi regionali)     | Serie C1 (21 gironi regionali)     | Serie C1 (21 gironi regionali)     | Serie C1 (21 gironi regionali)     | Serie C1 (21 gironi regionali)     | Serie C1 (21 gironi regionali)     | Serie C1 (21 gironi regionali)     | Serie C1 (21 gironi regionali)     | Serie C1 (21 gironi regionali)     | Serie C1 (21 gironi regionali)     |
| 6 | 6 | Serie C2 (molti gironi regionali)      | Serie C2 (molti gironi regionali)      | Serie C2 (molti gironi regionali)      | Serie C2 (molti gironi regionali)      | Serie C2 (molti gironi regionali)      | Serie C2 (molti gironi regionali)      | Serie C2 (molti gironi regionali)      | Serie C2 (molti gironi regionali)      | Serie C2 (molti gironi regionali)  | Serie C2 (molti gironi regionali)  | Serie C2 (molti gironi regionali)  | Serie C2 (molti gironi regionali)  | Serie C2 (molti gironi regionali)  | Serie C2 (molti gironi regionali)  | Serie C2 (molti gironi regionali)  | Serie C2 (molti gironi regionali)  | Serie C2 (molti gironi regionali)  | Serie C2 (molti gironi regionali)  | Serie C2 (molti gironi regionali)  | Serie C2 (molti gironi regionali)  | Serie C2 (molti gironi regionali)  | Serie C2 (molti gironi regionali)  | Serie C2 (molti gironi regionali)  | Serie C2 (molti gironi regionali)  |
| 7 | 7 | Serie D (molti gironi provinciali)     | Serie D (molti gironi provinciali)     | Serie D (molti gironi provinciali)     | Serie D (molti gironi provinciali)     | Serie D (molti gironi provinciali)     | Serie D (molti gironi provinciali)     | Serie D (molti gironi provinciali)     | Serie D (molti gironi provinciali)     | Serie D (molti gironi provinciali) | Serie D (molti gironi provinciali) | Serie D (molti gironi provinciali) | Serie D (molti gironi provinciali) | Serie D (molti gironi provinciali) | Serie D (molti gironi provinciali) | Serie D (molti gironi provinciali) | Serie D (molti gironi provinciali) | Serie D (molti gironi provinciali) | Serie D (molti gironi provinciali) | Serie D (molti gironi provinciali) | Serie D (molti gironi provinciali) | Serie D (molti gironi provinciali) | Serie D (molti gironi provinciali) | Serie D (molti gironi provinciali) | Serie D (molti gironi provinciali) |

## Serie A
Il campionato italiano di calcio a 5 nasce ufficialmente nel dicembre 1983, quando la FIC (Federazione italiana calcetto) e la LIC (Lega italiana calcetto), si fondono sotto l'egida della FIGC. Sebbene l'attività del calcio a 5 in Italia risalga agli anni 60, è da questa stagione che viene riconosciuto dalla FIGC l'ufficialità per il titolo di Campione d'Italia nella disciplina. Dal 1984 al 1989 l'attività del calcio a 5 è organizzata a livello regionale. Ogni regione ha il proprio campionato regionale che, oltre ad attribuire il titolo di Campione Regionale, svolge il compito di qualificare le squadre migliori ai play-off per l'assegnazione dello Scudetto.
Nella stagione 1989-1990 si disputa per la prima volta un campionato nazionale di Serie A, anche se organizzato in quattro gironi. Alla fine della stagione le prime cinque classificate di questi quattro gironi daranno vita al primo campionato di Serie A a girone unico per la stagione 1990-91, mentre la Serie B è composta da 2 gironi da 14 squadre ciascuno. Sempre nella stagione 1989-1990 viene creata la Divisione Calcio a 5, che da questo momento si occuperà dell'organizzazione dei campionati. Cambia anche la formula, con i quattro gironi interregionali della Serie A che qualificano alla Poule Scudetto. Nella stagione 1994-95 viene introdotto il secondo arbitro: precedentemente gli incontri erano diretti da un solo arbitro coadiuvato da un guardalinee. La stagione successiva si completa la terna arbitrale con l'istituzione della figura del cronometrista ufficiale.
Nella stagione 1998-1999 la Serie A è ridotta a 16 squadre, nasce una serie intermedia tra A e B, la Serie A2, organizzata in 2 gironi da 12 squadre ciascuno. La Serie B è estesa a 5 gironi, sempre da 12 squadre. Nella stagione 2000-2001 la Serie B aumenta le squadre partecipanti ed è estesa da 5 a 6 gironi, sempre da 12 squadre. Nella stagione 2002-2003 si chiude il cerchio delle riforme dei campionati nazionali: la Serie A è a 14 squadre, la Serie A2 è organizzata in 2 gironi da 14 squadre ciascuno, la Serie B con 6 gironi, anche questi da 14 squadre.

## Serie A2
Istituita nella stagione 1998-99, è suddivisa in due gironi. Ciascun girone esprime due squadre promosse e due squadre retrocesse in egual quantità: la prima di ogni girone viene promossa direttamente mentre seconda, terza, quarta e quinta classificata disputano i play-off; lo stesso vale al contrario per le retrocessioni dove l'ultima classificata viene relegata direttamente mentre le due squadre che la precedono disputano i play-out.

## Serie B
Dalla stagione 2017-2018 è suddivisa in 8 gironi da 14 squadre. Vengono promosse le vincitrici dei gironi e altre tramite play-off.

## Serie C1
È suddivisa in 21 regionali. Vengono promosse le vincitrici dei gironi e altre tramite play-off.

## Campionati giovanili

### Under-21
Si tratta di una competizione riservata ai ragazzi che non abbiano ancora compiuto il 22º anno di età nell'anno di inizio della stagione sportiva.

### Under-19 nazionale
Si tratta di una competizione riservata ai ragazzi che non abbiano ancora compiuto il 20º anno di età nell'anno di inizio della stagione sportiva. Ha sostituito a livello nazionale il Campionato Under-21 a partire dalla stagione 2017-2018. Viene disputato dalle squadre che giocano in campionati nazionali (Serie A, Serie A2, Serie B).

### Under-19 regionale
Si tratta di una competizione riservata ai ragazzi che non abbiano ancora compiuto il 20º anno di età nell'anno di inizio della stagione sportiva. Sostituisce il campionato Juniores. Viene disputato dalle squadre che giocano in campionati regionali (Serie C1, Serie C2, Serie D).

### Under-17
Si tratta di una competizione riservata ai ragazzi che non abbiano ancora compiuto il 18º anno di età nell'anno di inizio della stagione sportiva. Sostituisce il campionato Allievi.

### Under-15
Si tratta di una competizione riservata ai ragazzi che non abbiano ancora compiuto il 16º anno di età nell'anno di inizio della stagione sportiva. Sostituisce il campionato Giovanissimi.

## Campionato femminile
Il campionato nazionale femminile è articolato in due livelli principali: Serie A e Serie A2. Altri campionati sono di gestione regionale.

### Under-19 nazionale
Si tratta di una competizione riservata alle ragazze che non abbiano ancora compiuto il 20º anno di età nell'anno di inizio della stagione sportiva. Viene disputato dalle squadre che giocano in campionati nazionali (Serie A, Serie A2).